# Stazione di San Giustino
La stazione di San Giustino è una stazione ferroviaria della Ferrovia Centrale Umbra. Serve il centro abitato di San Giustino. La stazione è gestita da Rete Ferroviaria Italiana.

## Servizi
- Sala d'attesa
- Servizi igienici